# 傑特·克里斯托佛森
傑特·克里斯托佛森（挪威語：Gjert Kristoffersen，挪威語發音：[ˈjæʈː krɪˈstɔfːəʂɳ̍]；1949年8月13日—）是挪威的語言學家、語音學家，並兼任卑爾根大學教授。
由於出生於阿倫達爾，其母語為挪威語的阿倫達爾方言。

## 出版作品

### 書籍
- Durand, Jacques; Gut, Ulrike; Kristoffersen, Gjert (编), , Oxford University Press, 2014, ISBN 978-0-19-957193-2
- Kristoffersen, Gjert, , Oxford University Press, 2000, ISBN 978-0-19-823765-5